# Astragalus austrosibiricus
Astragalus austrosibiricus är en ärtväxtart som beskrevs av Schischkin. Astragalus austrosibiricus ingår i släktet vedlar, och familjen ärtväxter. Inga underarter finns listade i Catalogue of Life.